# Nobeli
Nobeli là nguyên tố tổng hợp thuộc nhóm actini có ký hiệu No và số nguyên tử là 102. Nó được các nhà khoa học thuộc Phòng thí nghiệm phản ứng hạt nhân Flerov, Dubna, Nga phát hiện vào năm 1966. Có ít thông tin về nguyên tố này, tuy nhiên với các thí nghiệm hạn chế người ta thấy rằng nó tồn tại trang thái hóa trị 2 ổn định trong dung dịch cũng như dự đoán trạng thái hóa trị 3 liên quan đến vị trí của nó trong nhóm actini.

### Tóm tắt các hợp chất và các ion
| Công thức    | Tên                 |
| ------------ | ------------------- |
| [No(H2O)6]3+ | hexaaquanobeli(III) |
| [No(H2O)6]2+ | hexaaquanobeli(II)  |

## Các đồng vị
17 đồng vị phóng xạ của nobeli đã được xác định, trong đó đồng vị bền nhất là 259No có chu kỳ bán rã 58 phút. Các chu kỳ bán rã lâu hơn được ước đoán là của các đồng vị chưa biết đến 261No và 263No. Một đồng phân được phát hiện trong 253No và đồng phân-K được phát hiện trong 250No, 252No và 254No.

### Tổng hợp các đồng vị
Các đồng vị của nobeli cũng được xác định từ sự phân rã các nguyên tố nặng hơn. Các quan sát cho đến này được tổng hợp trong bảng bên dưới:
| Evaporation Residue | Quan sát đồng vị No |
| ------------------- | ------------------- |
| 262Lr               | 262No               |
| 269Hs, 265Sg, 261Rf | 257No               |
| 267Hs, 263Sg, 259Rf | 255No               |
| 254Lr               | 254No               |
| 261Sg, 257Rf        | 253No               |
| 264Hs, 260Sg, 256Rf | 252No               |
| 255Rf               | 251No               |

### Mốc thời gian phát hiện
| Đồng vị | Năm phát hiện | Phản ứng                              |
| ------- | ------------- | ------------------------------------- |
| 250Nom  | 2001          | 204Pb(48Ca,2n)                        |
| 250Nog  | 2006          | 204Pb(48Ca,2n)                        |
| 251No   | 1967?         | 244Cm(12C,5n)                         |
| 252Nog  | 1959          | 244Cm(12C,4n)                         |
| 252Nom  | ~2002         | 206Pb(48Ca,2n)                        |
| 253Nog  | 1967          | 242Pu(16O,5n),239Pu(18O,4n)           |
| 253Nom  | 1971          | 249Cf(12C,4n)                         |
| 254Nog  | 1966          | 243Am(15N,4n)                         |
| 254Nom1 | 1967?         | 246Cm(13C,5n),246Cm(12C,4n)           |
| 254Nom2 | ~2003         | 208Pb(48Ca,2n)                        |
| 255No   | 1967          | 246Cm(13C,4n),248Cm(12C,5n)           |
| 256No   | 1967          | 248Cm(12C,4n),248Cm(13C,5n)           |
| 257No   | 1961?, 1967   | 248Cm(13C,4n)                         |
| 258No   | 1967          | 248Cm(13C,3n)                         |
| 259No   | 1973          | 248Cm(18O,α3n)                        |
| 260No   | ?             | 254Es + 22Ne,18O,13C - transfer       |
| 261No   | unknown       |                                       |
| 262No   | 1988          | 254Es + 22Ne - transfer (EC of 262Lr) |